# Andrzej Majchrzyk

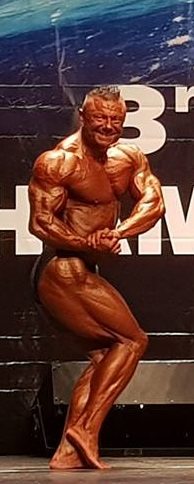

Andrzej Majchrzyk (ur. 28 maja 1978 w Tczewie) – polski kulturysta, prezydent Federacji WPF UK

## Życiorys
Jako kulturysta zadebiutował w 2005 roku w Ostrowi Mazowieckiej, zajął 7 wówczas miejsce (na 14 osób w kat 85 kg). W roku 2006 także na Debiutach w Ostrowi Mazowieckiej zajął 4. miejsce. W tym samym roku został wicemistrzem pomorza w kat. 90 kg i zdobył brązowy medal w kat. 80 kg w Ogólnopolskich Zawodach Kulturystycznych w Słupsku. Jego starty w roku 2006 zakończyły się na Mistrzostwach Polski federacji IFBB w Warszawie, gdzie został Wicemistrzem Polski. W roku 2007 startował dwukrotnie w federacji NAC w Niemczech, kwalifikując się do prestiżowych
 zawodów Ms&Mr Universe NAC, gdzie zajął ósme miejsce na około 30 osób. Rok 2008 przyniósł znowu starty u naszych zachodnich sąsiadów (Niemcy), gdzie sklasyfikował się w finałowej szóstce na czwartym miejscu. Pod koniec roku 2008 postanowił spróbować swoich sił w Mistrzostwach Świata federacji WFF WBBF i został Wicemistrzem Świata w kategorii extreme. Wrócił na scenę w 2012 roku i na Mistrzostwach Polski federacji NAC uklasyfikował się na czwartym miejscu. Tego samego roku zdobył srebrny medal na Ms&Mr Universe WFF WBBF i został mianowany przez Prezydenta Międzynarodowego Edmundas'a Daubaras Federacji WFF WBBF na stanowisko Prezydenta WFF WBBF Polska. Pod koniec roku na Słowacji zdobył tytuł Mistrza Świata w kat. classic bodybuilding. Jako promotor kulturystyki i Prezydent WFF WBBF Polska wraz z zarządem zorganizował I Mistrzostwa Polski oraz I Puchar Polski Federacji WFF WBBF Polska w kulturystyce, fitness i osób niepełnosprawnych. Jest sędzią federacji NAC i sędzią międzynarodowym WFF-WBBF. Wicemistrz Wielkiej Brytanii Federacji NAC 2017. Finalista Mistrzostw Europy WPF 2017. Brązowy Medalista Mistrzostw Europy WFF/NABBA 2017. Obecny Prezydent Federacji WPF UK (WORLD PHYSIQUE FEDERATION).
Na podstawie jego biografii powstał utwór hip-hopowy „Duma, ambicja, determinacja”, którego autorem i wykonawcą był tczewski raper Wajer. Majchrzyk wystąpił w teledysku do tego utworu.

## Detale
Wzrost 174 cm

Waga poza sezonem 105–112 kg

Waga- sezon startów 80–90 kg

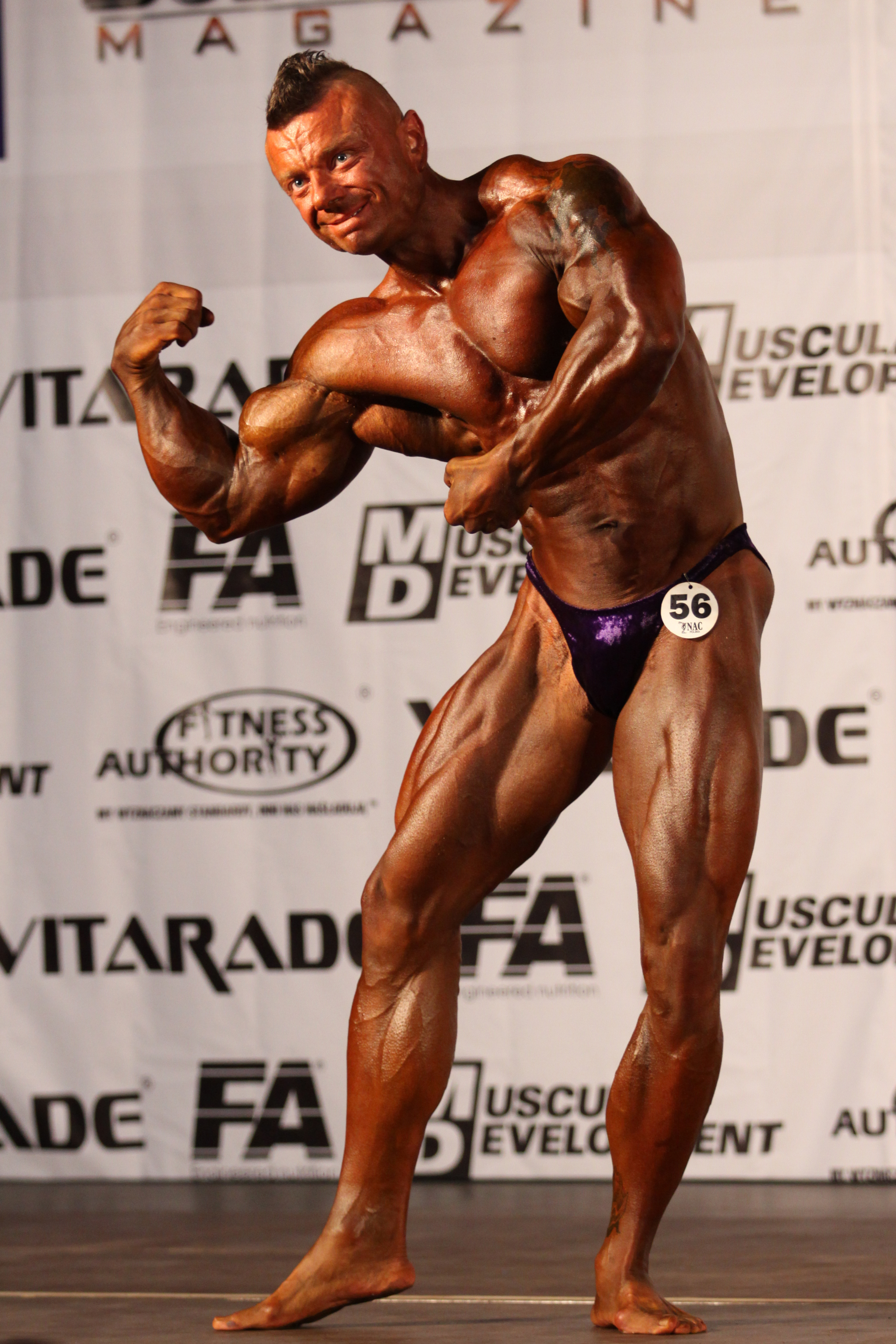
MP NAC 2012

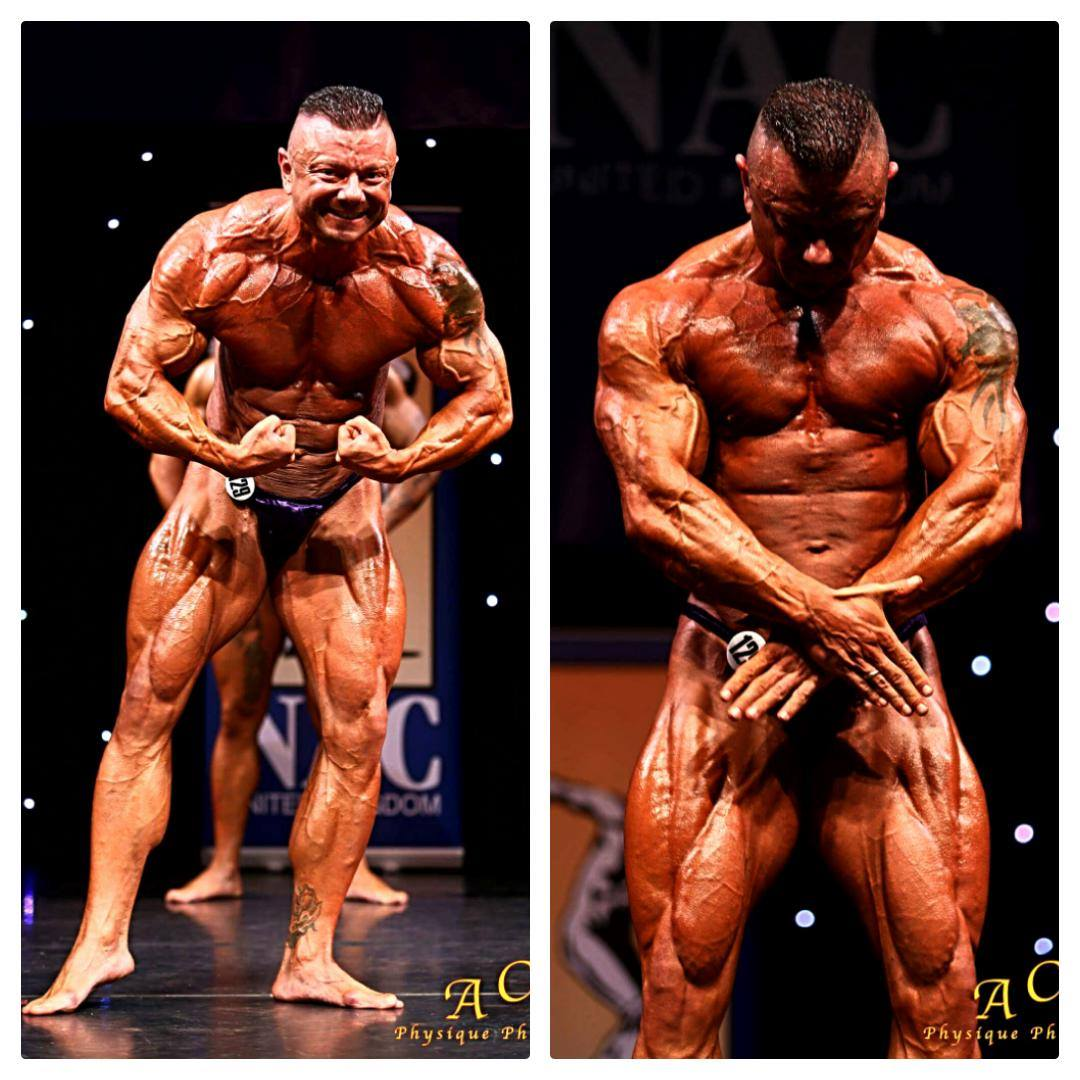

Klatka piersiowa na wdechu 125 cm

Udo 70 cm

Łydka 48 cm

Biceps 50 cm

Talia 85 cm

## Nagrody
- 2012: Nagroda Prezydenta Miasta Tczewa za wybitne osiągnięcia sportowe[13]